# 三民主義青年團
三民主义青年团，简称三青团，是由中国国民党领导的青年组织，于1938年7月9日在武昌正式成立。首任团长是蒋中正，陈诚、张治中先后任书记长。

## 沿革

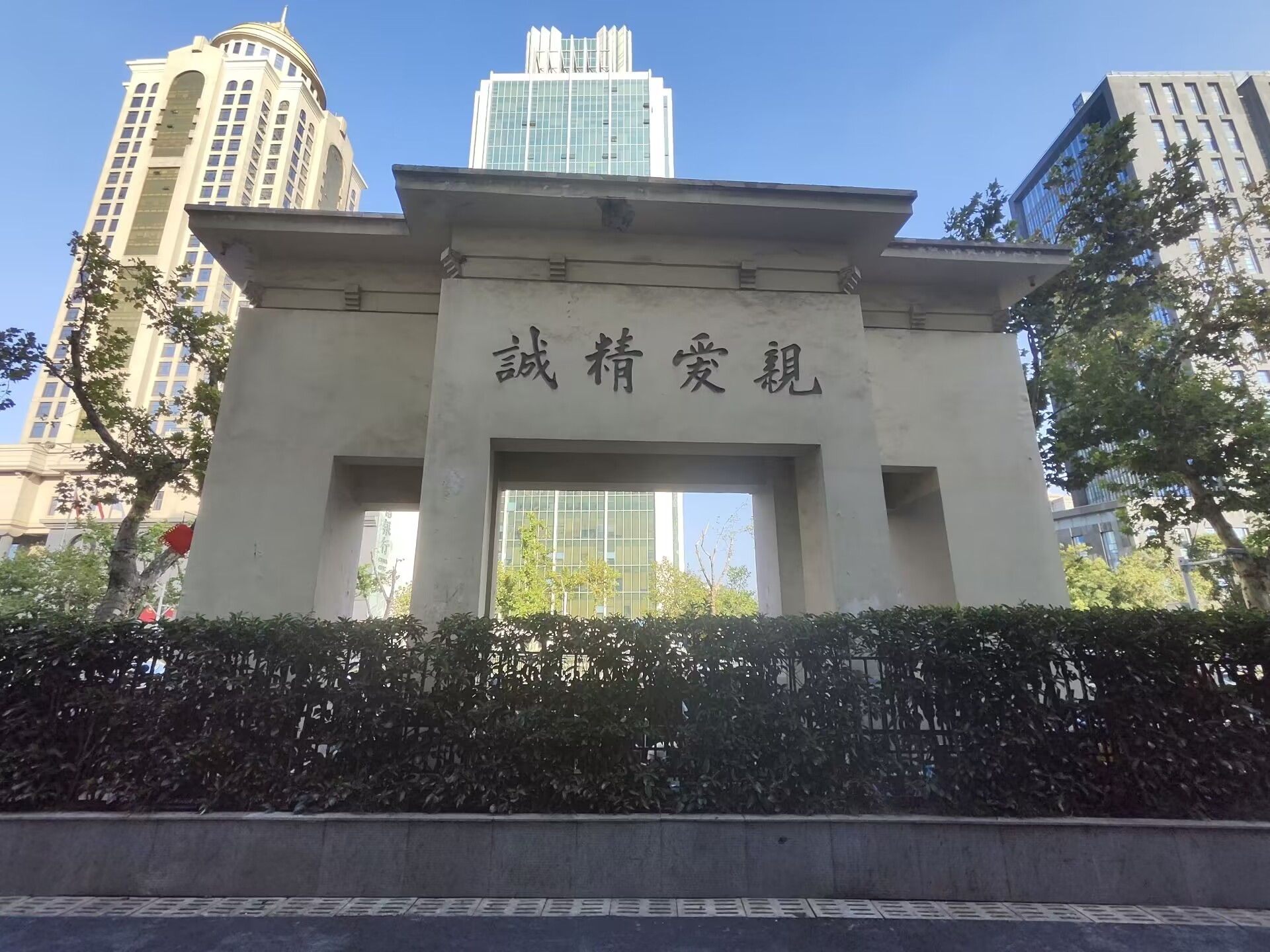
南京市三民主义青年团中央团部旧址大门，上书蒋介石手书“亲爱精诚”

1938年4月，中国国民党临时全国代表大会决议建立三青团。1938年7月，三青团中央团部在武昌成立，指定胡宗南兼任中央团部干事和组织处处长，兼任陕西支团部的筹建工作。1939年4月，三青团陕西支团部筹备处成立。
1943年3月29日，三民主義青年團召開第一次全國代表大會，明定3月29日為中華民國青年節。
1947年，由台灣士紳所組成的三青团台灣區團因捲入二二八事件，大部分幹部被逮捕甚至處決，台灣區團形同解散。
1947年7月9日，三民主義青年團九週年團慶，團長蔣中正致訓詞，發表《對黨團合併的指示》，稱「統一黨部與團部的機構，這是要使本黨起死回生的一個重要措置」；三民主義青年團書記長陳誠書告全國青年實行總動員:8380-8381。同日，中國國民黨中央常務委員會「為統一革命陣線，加強黨國力量，齊一步驟，戡平匪亂」，通過黨團合併案，「決定黨與團統一組織」；通過李惟果升任中國國民黨中央宣傳部部長:8381。
1947年7月23日，中國國民黨中常會通過《黨團統一組織原則》，決定：一、現任省、市、縣支區分團部干事監察，一律改任為省、市、縣黨部執監委員；二、擴增後之省、市黨部執行委員，由中央指定5至9人，組織黨團統一委員會，負責團統一組織任務；三、省、市黨部設主任委員一人，由中央指定之:8387。9月中国国民党中央執行委员会召开六届四中全会暨中央党团联席会议，决定实行党团合并统一，将三青团并入中國国民党，规定三青团团员一律登记为党员，并在中国国民党中央执行委员会之下设置青年部。

## 组织架构
- 团长蒋中正
- 评议长汪精卫
- 中央临时干事会：蒋中正以团长身份指定陈诚、陈立夫、朱家骅、張厲生、张道藩、贺衷寒、胡宗南、桂永清、康泽、陈良、谷正纲、谷正鼎、周至柔、王东原、甘乃光、段锡朋、谭平山、卢作孚、梁寒操、李任仁、周佛海、陈布雷、曾宝苏、严立三、刘健群、郑多华、黄仁霖、黄季陆、何廉、叶溯中、李相敬、王世杰、谭平山、程沧波、章乃器等31人为临时中央干事 
  - 常务干事：陈诚、朱家骅、陈立夫、贺衷寒、张厉生、陈布雷、谭平山、谷正纲、段锡朋等九人
- 中央团部 书记长：陈诚（国民党秘书长朱家骅代理）/1940年9月1日起为张治中/1946年10月陈诚
  - 副书记长：1946年10月袁守谦、郑彦棻
  - 秘书处（后改为书记长办公室、第一处）：处长叶溯中
  - 组织处：处长胡宗南（康泽代理）/倪文亚/蒋經國。辖普通、战地、学校、海外、女青年、登记等组。
  - 训练处：处长王东原、倪文亚
  - 宣传处：处长黄季陆、郑彦棻
  - 社会服务处长卢作孚
  - 总务处长陈良
  - 青年工作管理处处长陳雪屏
  - 女青年处处长张譪真
  - 视导室
  - 编审室
  - 法规审查委员会
  - 人事甄核委员会
  - 财务委员会
  - 体育运动指导委员会
  - 国防科学技术运动委员会
  - 文化建设运动委员会
  - 海外团务计划委员会
  - 设计考核委员会
  - 中央团部临时中央监察会：书记长王世杰
  - 中央团部指导员：吴敬恒、戴传贤、孙科、何应钦、叶楚伧、张伯苓、蒋梦麟、陈果夫、白崇禧、李宗仁、顾孟余。后聘请居正、于右任、丁惟汾等
  - 评议会
  - 三青团工作人员干部训练班（“青干班”）：1938年8月14日第一期在武汉珞珈山开学，共600人。
  - 中央青年干部学校（干校系）：1943年4月成立。校长蒋介石，教育长蒋经国。1946年8月5日并入政治大学。

地方组织：
- 省设支团部（如上海支团）
  - 市、县、局、大专院校设分团部（如松江分团、西南联大分团）
    - 区公所设区队（如金泽区队）
      - 乡镇设分队

开设青年馆﹑招待所、战地服务队﹑宣传队、青年服务社、西北青年劳动营（蒋坚忍任教育长。扣留、收押投奔共产党陕甘宁边区的抗日青年，施之“感化教育”、具结反共）

## 團歌
三青團團歌為《三民主义青年团团歌》，馬濟霖作詞、阙仲瑶作曲，又名《三民主義青年進行曲》。
|  | 烽火漫天，血腥遍野，中華民族遭受著空前的浩劫。 我們在苦難中長成，我們在大時代的洪爐裡鍛鍊，成一個革命的青年。 黨的新生，民族的復興，兩種任務已緊緊地壓在我們雙肩。 我們誓為主義奮鬥，我們誓為革命犧牲，為了抗戰只有向前。 我們的身體，好比鋼鐵。我們的意志，更比鋼鐵堅強。 我們有力要戰勝一切，我們有熱要熔化一切。 讓我們的鮮血，去把新仇舊恨洗刷個盡絕。 我們是三民主義的青年，民族的中堅。 看準敵人，握緊鐵拳，踏著先烈的血跡， 完成抗戰大業，光明就在前面，勝利就是——明天。 |